# Neligh
La ville de Neligh (en anglais [ˈniːliː]) est le siège du comté d'Antelope, dans l’État du Nebraska, aux États-Unis. Sa population s’élevait à 1 599 habitants lors du recensement de 2010, estimée à 1 527 habitants en 2016.

## Personnalité liée à la ville
John DeCamp est né à Neligh en 1941.